# Курт Томас (баскетболіст)
Курт Вінсент Томас (англ. Kurt Vincent Thomas, нар. 4 жовтня 1972, Даллас, США) — американський професіональний баскетболіст, що грав на позиціях центрового і важкого форварда за низку команд НБА.

## Ігрова кар'єра
На університетському рівні грав за команду ТХУ (1990–1995). На останньому курсі став найкращим бомбардиром та підбираючим NCAA.
1995 року був обраний у першому раунді драфту НБА під загальним 10-м номером командою «Маямі Гіт». Професійну кар'єру розпочав 1995 року виступами за тих же «Маямі Гіт», захищав кольори команди з Маямі протягом наступних 2 сезонів.
З 1997 по 1998 рік грав у складі «Даллас Маверікс», куди разом з Предрагом Даніловичем та Мартіном Мююрсеппом був обміняний на Джамала Мешберна. Зігравши п'ять матчів, травмувався та пропустив цілий сезон.
1998 року перейшов до «Нью-Йорк Нікс», у складі якої провів наступні 7 сезонів своєї кар'єри. 1999 року у складі команди дійшов до Фіналу НБА, а 2000 року до фіналу Східної конференції.
Наступною командою в кар'єрі гравця була «Фінікс Санз», за яку він відіграв 2 сезони.
З 2007 по 2008 рік грав у складі «Сіетл Суперсонікс».
2008 року в обмін на Франсиско Елсона та Брента Баррі перейшов до «Сан-Антоніо Сперс», у складі якої провів наступний сезон своєї кар'єри.
Наступною командою в кар'єрі гравця була «Мілвокі Бакс», куди він разом з Брюсом Боуеном та Фабрісіо Оберто був обміняний на Річарда Джефферсона.
З 2010 по 2011 рік грав у складі «Чикаго Буллз».
2011 року перейшов до «Портленд Трейл-Блейзерс», у складі якої провів наступний сезон своєї кар'єри.
Останньою ж командою в кар'єрі гравця стала «Нью-Йорк Нікс», до складу якої він приєднався 2012 року і за яку відіграв один сезон.

## Статистика виступів в НБА

### Регулярний сезон
| Сезон             | Команда                   | GP   | GS  | MPG  | FG%  | 3P%   | FT%   | RPG  | APG | SPG | BPG | PPG  |
| ----------------- | ------------------------- | ---- | --- | ---- | ---- | ----- | ----- | ---- | --- | --- | --- | ---- |
| 1995–96           | «Маямі Гіт»               | 74   | 42  | 22.4 | .501 | .000  | .663  | 5.9  | .6  | .6  | .5  | 9.0  |
| 1996–97           | «Маямі Гіт»               | 18   | 9   | 20.8 | .371 | .000  | .761  | 5.9  | .5  | .7  | .5  | 6.3  |
| 1997–98           | «Даллас Маверікс»         | 5    | 0   | 14.6 | .378 | -     | 1.000 | 4.8  | .6  | .2  | .0  | 7.4  |
| 1998–99           | «Нью-Йорк Нікс»           | 50   | 44  | 23.6 | .462 | .000  | .611  | 5.7  | 1.1 | .9  | .3  | 8.1  |
| 1999–00           | «Нью-Йорк Нікс»           | 80   | 21  | 24.6 | .505 | .333  | .781  | 6.3  | 1.0 | .6  | .5  | 8.0  |
| 2000–01           | «Нью-Йорк Нікс»           | 77   | 29  | 27.6 | .511 | .333  | .814  | 6.7  | .8  | .8  | .9  | 10.4 |
| 2001–02           | «Нью-Йорк Нікс»           | 82   | 82  | 33.8 | .494 | .167  | .815  | 9.1  | 1.1 | .9  | 1.0 | 13.9 |
| 2002–03           | «Нью-Йорк Нікс»           | 81   | 81  | 31.8 | .483 | .667  | .750  | 7.9  | 2.0 | 1.0 | 1.2 | 14.0 |
| 2003–04           | «Нью-Йорк Нікс»           | 80   | 75  | 31.9 | .473 | .000  | .835  | 8.3  | 1.9 | .7  | 1.0 | 11.1 |
| 2004–05           | «Нью-Йорк Нікс»           | 80   | 80  | 35.7 | .471 | .500  | .786  | 10.4 | 2.0 | .9  | 1.0 | 11.5 |
| 2005–06           | «Фінікс Санз»             | 53   | 50  | 26.6 | .486 | -     | .815  | 7.8  | 1.1 | .4  | 1.0 | 8.6  |
| 2006–07           | «Фінікс Санз»             | 67   | 13  | 18.0 | .486 | .000  | .789  | 5.7  | .4  | .4  | .4  | 4.6  |
| 2007–08           | «Сіетл Суперсонікс»       | 42   | 39  | 25.2 | .513 | -     | .696  | 8.8  | 1.3 | .8  | 1.0 | 7.5  |
| 2007–08           | «Сан-Антоніо Сперс»       | 28   | 9   | 18.7 | .448 | .000  | .583  | 4.9  | .5  | .8  | .5  | 4.5  |
| 2008–09           | «Сан-Антоніо Сперс»       | 79   | 10  | 17.8 | .503 | .000  | .822  | 5.1  | .8  | .4  | .7  | 4.3  |
| 2009–10           | «Мілвокі Бакс»            | 70   | 9   | 15.0 | .476 | -     | .800  | 4.2  | .7  | .4  | .7  | 3.0  |
| 2010–11           | «Чикаго Буллз»            | 52   | 37  | 22.7 | .511 | 1.000 | .630  | 5.8  | 1.2 | .6  | .8  | 4.1  |
| 2011–12           | «Портленд Трейл-Блейзерс» | 53   | 3   | 15.2 | .465 | -     | .700  | 3.5  | .9  | .5  | .6  | 3.0  |
| 2012–13           | «Нью-Йорк Нікс»           | 39   | 17  | 10.1 | .542 | 1.000 | .462  | 2.3  | .5  | .3  | .4  | 2.5  |
| Усього за кар'єру | Усього за кар'єру         | 1110 | 650 | 24.5 | .486 | .281  | .760  | 6.6  | 1.1 | .7  | .8  | 8.1  |

### Плей-оф
| Сезон             | Команда             | GP | GS | MPG  | FG%  | 3P%  | FT%   | RPG  | APG | SPG | BPG | PPG  |
| ----------------- | ------------------- | -- | -- | ---- | ---- | ---- | ----- | ---- | --- | --- | --- | ---- |
| 1996              | «Маямі Гіт»         | 3  | 3  | 20.0 | .400 | -    | 1.000 | 5.3  | 1.0 | .7  | .3  | 4.0  |
| 1999              | «Нью-Йорк Нікс»     | 20 | 12 | 21.0 | .381 | -    | .696  | 5.5  | .4  | .8  | .6  | 5.3  |
| 2000              | «Нью-Йорк Нікс»     | 16 | 0  | 15.7 | .508 | -    | .700  | 3.1  | .3  | .2  | .4  | 4.3  |
| 2001              | «Нью-Йорк Нікс»     | 5  | 5  | 37.2 | .532 | -    | .710  | 11.2 | 1.8 | .4  | 1.0 | 14.4 |
| 2004              | «Нью-Йорк Нікс»     | 4  | 4  | 34.8 | .429 | -    | .750  | 11.5 | 1.5 | 1.8 | .8  | 12.8 |
| 2006              | «Фінікс Санз»       | 1  | 0  | 6.0  | .000 | -    | .500  | 1.0  | .0  | .0  | .0  | 1.0  |
| 2007              | «Фінікс Санз»       | 11 | 5  | 19.3 | .523 | -    | .882  | 4.9  | 1.1 | .5  | .8  | 7.5  |
| 2008              | «Сан-Антоніо Сперс» | 17 | 8  | 15.8 | .457 | -    | .714  | 4.9  | .4  | .1  | .4  | 4.1  |
| 2009              | «Сан-Антоніо Сперс» | 5  | 0  | 16.0 | .455 | -    | .750  | 4.6  | .4  | .2  | .4  | 2.6  |
| 2010              | «Мілвокі Бакс»      | 7  | 7  | 28.4 | .486 | -    | .800  | 7.9  | 1.6 | .4  | .6  | 5.4  |
| 2011              | «Чикаго Буллз»      | 7  | 0  | 10.6 | .556 | .000 | .000  | 2.7  | .4  | .1  | .4  | 2.9  |
| Усього за кар'єру | Усього за кар'єру   | 96 | 44 | 19.7 | .463 | .000 | .748  | 5.4  | .7  | .4  | .5  | 5.6  |